# Курица и пономарь
«Курица и пономарь» (чеш. Slepice a kostelník) — чехословацкий комедийный художественный фильм 1951 года, созданный режиссёром Олдржихом Липским совместно с Яном Стрейчиком.
Премьера фильма состоялась 6 апреля 1951 г.

## Сюжет
Кинокомедия с идеологическим подтекстом.
В селе Лузанки в Моравской Словакии живут «прогрессивный» крестьянин Тонек Пукница и его «отсталая» жена Тереза. Тонек выступает за создание сельскохозяйственного кооператива (колхоза), а Тереза против этого. В деревне также живёт богатый и жадный кулак Возница, ненавидящий колхозное движение. Он хочет чужими руками помешать созданию и успешной работе кооператива.
Члены кооператива прилагают усилия для повышения урожая, заняты установкой новой системы полива и подготовкой с пахоте полей. Кулак Возница убеждает местного наивного и жадного пономаря Кодытека помочь ему саботировать усилия крестьян.
Тот начинает распространять злопыхательские листовки, привлекая к этому сына Тонека Винка. В конце фильма всё раскрывается, Кодытек убеждается в преимуществах кооперативов, это признаёт даже его отсталая жена Тереза. Деревня весело отмечает праздник урожая…

## В ролях
- Власта Буриан — Йозеф Кодытек, пономарь
- Отомар Корбеларж — Тонек Пукница, «прогрессивный» крестьянин
- Иржина Штепничкова — Тереза, жена Тонека Пукницы
- Владимир Репа — Возница, крестьянин-кулак
- Любомир Липский — Карел, сын Возницы
- Эдуард Мюрон — Винк, сын Тонека Пукницы
- Йозеф Бек — сотрудник национальной безопасности
- Иржина Била
- Йозеф Томан — Рерабек
- Богумил Шварц — Ярош, сын Рерабека
- Отто Чермак — Вацлав
- Франтишек Мирослав Доубрава — бригадир
- Эман Фиала — Спацил
- Дарья Гайска — Павлена
- Йозеф Глиномаз